# Българската песен в Евровизия 2012
Българската песен в Евровизия 2012 е конкурс за избор на песен и изпълнител, които да представляват България на песенния конкурс „Евровизия 2012“, който тази година се провежда в Баку, Азербайджан в периода 22 – 26 май.

## Правила
За да бъде допусната една песен до конкурса, едно от изискванията е текстът, музиката или аранжиментът да са създадени от български гражданин или изпълнителят да е български гражданин. Песните (текст, музика или аранжимент) не трябва да са били публично изпълнявани или комерсиално разпространявани преди 1 септември 2011 година. Набирането на песни за конкурса продължава от 9 септември до 11 октомври 2011 г.
Академията, която подбира песните които да участват в конкурса и участва в оценяването във финалните му фази, се състои от 20 до 35 членове. Председателят на Академията се определя от Генералния директор на БНТ, а членовете ѝ се избират от БНТ след допитване до подбрани професионални организации на изпълнителите, композиторите, поетите, професионални организации на медиите с музикална насоченост, професионалните музикални училища, до пет национални медии и др.
Подреждането на финала се определя като се вземат под внимание 50% гласуването на Академията и 50% гласуването на зрителите. При равен брой точки за две или повече песни, по-голяма тежест се дава на избора на зрителите.

## Полуфинал
22-ма участници са избрани от Академията да участват на полуфинала на „Българската песен...“ на 14 януари 2012 г., който се излъчва на живо по БНТ и БНТ Свят от студио 1 на БНТ и в който за участниците могат да гласуват както Академията (журито), така и зрителите. От един телефон може да се гласува с по един SMS за всяка песен. Времето за гласуване е 20 минути.
В края на предаването е обявено, че Деси Слава печели както вота на Академията, така и на зрителите, а Софи Маринова е втора при зрителите.

## Финал
Финалът на конкурса е проведен на 29 февруари 2012 г. На него участват дванадесет песни класирали се от полуфинала. Поредността на изпълненията е определена чрез жребий. Песните са класирани според гласуването на Академията и зрителите.
След гласуването Софи Маринова заема първо място по брой получени SMS-и и е трета при журито, докато Деси Слава е втора при зрителите и едва шеста при Академията. Група New 5 на финала е на трето място при зрителите и първа при журито, което ѝ носи равен брой точки с тези на Софи Маринова, но според правилата в този случай предимство взима изборът на зрителите – песента на Софи Маринова.
| №  | Изпълнител                                 | Песен                     | Превод                        | SMS брой | Зрители точки | Жури точки | Общо точки | Място |
| -- | ------------------------------------------ | ------------------------- | ----------------------------- | -------- | ------------- | ---------- | ---------- | ----- |
| 1  | Група „Go Week“                            | The Way You See the World | Начинът по който виждаш света | 1033     | 5             | 6          | 11         | 6     |
| 2  | Тодор Гаджалов                             | Still Love You            | Все още те обичам             | 532      | 2             | 10         | 12         | 4     |
| 3  | Стелияна Христова                          | Пътят                     | –                             | 1708     | 6             | 3          | 9          | 7     |
| 4  | Рене Ранев                                 | Alone                     | Сам                           | 331      | 0             | 1          | 1          | 11    |
| 5  | Десислава                                  | Love is Alive             | Любовта е жива                | 3730     | 10            | 5          | 15         | 3     |
| 6  | Светозар Христов                           | Keep Me Down              |                               | 530      | 1             | 7          | 8          | 8     |
| 7  | Симона Сиванио                             | Eternal                   | Вечен                         | 556      | 3             | 0          | 3          | 10    |
| 8  | Ивайло Колев, с участието на Хипнотик      | Searching for the Words   | Търсейки думите               | 1785     | 7             | 4          | 11         | 5     |
| 9  | Софи Маринова                              | Love Unlimited            | Безгранична любов             | 6910     | 12            | 8          | 20         | 1     |
| 10 | Вяра Панталеева                            | Вяра                      | –                             | 366      | 0             | 0          | 0          | 12    |
| 11 | Група „New 5“                              | Chance for Better Life    | Шанс за по-добър живот        | 2861     | 8             | 12         | 20         | 2     |
| 12 | Цветелин Атанасов-Елвиса с участието на DZ | Love Goes Around          | Животът се върти              | 713      | 4             | 2          | 6          | 9     |